# E-2 Хокај
Граман E-2 Хокај је амерички морнарички авион за рано упозоравање и контролу ваздушног простора. Авион с два турбоелисна мотора је развијен током 1950-их за Ратну морнарицу САД, као замјена за E-1 Трејсер. До данас је непрестано унапрјеђиван до верзије E-2D, која је први пут полетјела 2007. Неколико авиона овог типа користе и друге државе, међу којима је највећи корисник Јапан.

## Варијанте
- : прототип из којег је развијена идућа варијанта.
- : прва производна варијанта из 1962. развијена из W2F-1.
- : два авиона  која су пренамијењена у авионе за обуку.
- : два авиона  која су постала прототипови за C-2 Greyhound.
- :  опремљен бољом рачунарском опремом.
- : два авиона E-2A пренамијењена у прототипове за E-2C.
- :  с новом електроником, радаром и радаром за рано откривање. У овој варијанти је направљено је 63 авиона. У плус варијанти E-2C има унапрјеђене моторе.
- Хокај 2000: унапрјеђена варијанта E-2C.
- : нова варијанта с одређеним побољшањима која се тренутно налази у фази испитивања летних карактеристика.
- :  варијанта извезена у Републику Кину.[1][2][3]

## Корисници
- Ратно ваздухопловство Републике Кине користи 4 E-2T и 2 E-2C Хокаја 2000. 4 E-2T ће се унаприједити у стандард  Хокај 2000. за цијену од 250.000.000 америчких долара.[1][3][4]
- Ратно ваздухопловство Египта користи 6 авиона овог типа, који су унапрјеђени у стандард  Хокај 2000.
- Морнаричко ваздухопловство Француске користи 3 авиона E-2 Хокај 2000.
- Ратно ваздухопловство Израела је до 1994. користило 4 авиона овог типа.
- Одбрамбено ваздухопловство Јапана користи 13 авиона E-2C.
- Ратна морнарица Мексика користи 3 E-2C купљених од Израела.
- Ратно ваздухопловство Републике Сингапур користи 4 E-2C.
- Ратна морнарица САД